# Scala Santa
La Scala Santa è, secondo la tradizione, la scala salita da Gesù per raggiungere l'aula dove ha subìto l'interrogatorio di Ponzio Pilato prima della crocifissione.

## La Scala Santa di Roma
La più celebre e visitata scala santa, meta di pellegrinaggio da parte dei cattolici, è quella che si trova a Roma, facente parte di un complesso denominato  "pontificio santuario della Scala Santa" nelle immediate adiacenze della basilica di San Giovanni in Laterano.

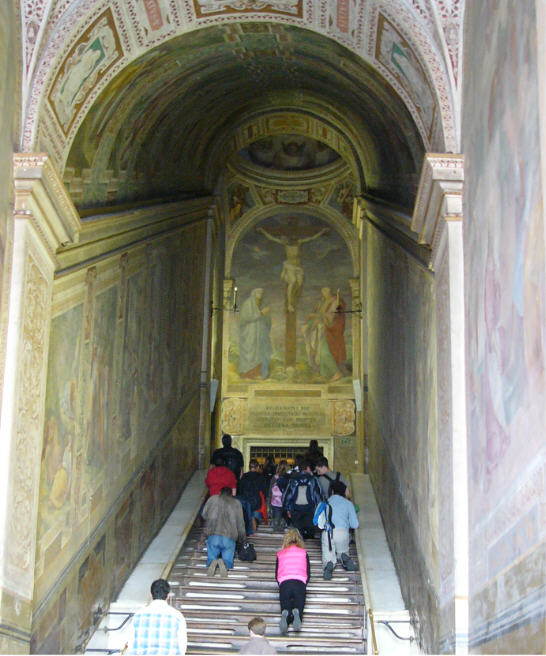
Scala Santa di Roma

 La tradizione, di origine medievale, risalente almeno all'anno Mille, afferma che si tratterebbe della scala stessa salita da Gesù, che sarebbe stata trasportata a Roma da Sant'Elena Imperatrice, madre di Costantino I, nel 326.
Nel 1854 papa Pio IX affidò in perpetuo la custodia della Scala Santa ai Passionisti 
poiché hanno il compito di "promuovere la memoria della Passione del Signore".

### Descrizione
Propriamente, l'edificio chiamato Scala Santa è un complesso edilizio fatto edificare alla fine del XVI secolo da papa Sisto V come nuovo patriarcato del vescovo di Roma, in sostituzione del precedente, demolito per la nuova costruzione. Realizzato da Domenico Fontana nel 1589, il palazzo comprende:
- la Scala Santa vera e propria, un insieme di 28 gradini di marmo bianco rivestiti da una protezione di legno, affiancata da altre quattro rampe di scale, due alla sua destra e altrettante alla sua sinistra;
- la cappella di San Lorenzo in Palatio, detta Sancta Sanctorum, cioè la cappella privata del papa, vescovo di Roma, fino agli inizi del XIV secolo; è in questa cappella che è custodita l'Acheropita lateranense, ossia la pala d'altare della cappella papale che la tradizione vuole non sia stata dipinta da mani umane;
- la cappella di San Lorenzo, cui si accede dalla prima rampa di scale a destra;
- l'Oratorio di San Silvestro in Palatio, cui si accede dalla prima rampa di scale sulla sinistra;
- la cappella del Crocifisso, posta alle spalle del Sancta Sanctorum;
- affiancano l'edificio l'oratorio del Santissimo Sacramento al Laterano e il Triclinium Leoninum.

### Decorazione

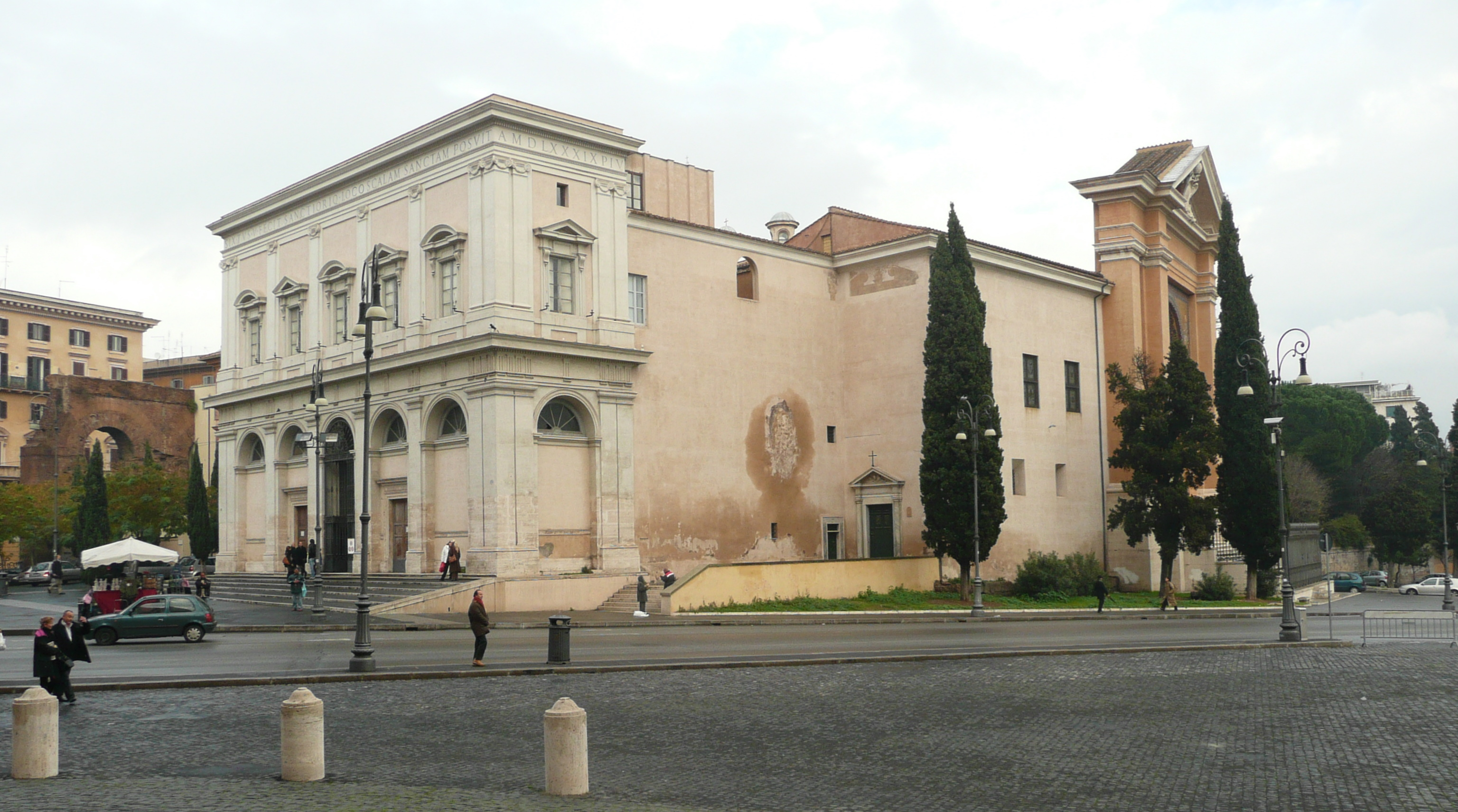
Il pontificio santuario della Scala Santa di Roma visto da piazza San Giovanni in Laterano.

Nel 1589, durante il pontificato di Sisto V, la Scala Santa fu traslocata dal Palazzo Laterano, nel quale si trovava, al Sancta Sanctorum, sul lato sinistro della piazza di San Giovanni in Laterano. I ventotto gradini che la compongono furono messi in opera cominciando dall'alto, perché non fossero calpestati dai piedi dei muratori, ma toccati solamente dalle ginocchia dei fedeli oranti; praticamente il 1° gradino divenne il 28°.
Nel 1587-'88 le pareti erano inoltre state abbellite da diversi affreschi.
I cantieri pittorici sistini si distinsero per la celerità d'esecuzione e il gran numero di affrescanti presenti, tra cui Andrea Lilli, Giovan Battista Ricci, Giacomo Stella, Paris Nogari, Paul Bril, Giovanni Baglione, Prospero Orsi e altri, sotto la guida di Cesare Nebbia e Giovanni Guerra.
Più tardi, sotto papa Innocenzo XIII, i gradini furono coperti con tavole di noce, per impedirne l'usura. Ancor oggi molti fedeli cattolici salgono in ginocchio tutta la scala, pregando e chiedendo grazie.
Nella seconda metà dell'Ottocento vennero collocate nell'atrio alcune sculture: il Bacio di Giuda e l'Ecce Homo di Ignazio Jacometti, il Cristo alla colonna di Giosuè Meli, Pio IX in preghiera e La Pietà di Tomasz Oskar Sosnowski e Gesù nel Getsemani di Giuseppe Sartorio.

### Indulgenza
La Chiesa cattolica concede a chi sale i gradini in ginocchio l'indulgenza plenaria per sé o per un defunto.

## Le altre scale sante
Al mondo esistono altre scale sante: 
- a Gerusalemme: anch'essa, secondo la pia leggenda, sarebbe quella percorsa da Gesù.
- a Praga: nella Chiesa dell'Assunzione della Vergine Maria e di San Carlo Magno, a cui la Scala Santa fu aggiunta nel XVIII secolo.
- a Napoli, nella Chiesa di Santa Maria della Sapienza è collocata la Cappella della Scala Santa, .
- a Siena, nel Palazzo San Galgano, fatta costruire da Aurelio Chigi quando il palazzo, tolto ai monaci cistercensi dell'Abbazia di San Galgano, fu da lui acquisito per adibirlo a convitto per fanciulle abbandonate.
- a Bastia, in Corsica, a cui fu consentito di possederne una da Papa Pio VII nel 1811.
- a Campli, cittadina in provincia di Teramo, dove il sommo privilegio fu attribuito da papa Clemente XIV nel 1772. È posta accanto alla Chiesa di San Paolo.
- a Lourdes, in Francia, dove è posta all'interno del percorso della Via Crucis
- a Mantova in Palazzo Ducale: Ferdinando Gonzaga, lasciata la porpora cardinalizia per sostituire il fratello Francesco nel governo del ducato di Mantova, incarica l'architetto Antonio Maria Viani di realizzare una Scala Santa che riproducesse ed evocasse in formato ridotto la Scala Santa in Laterano a Roma.
- a Montagnaga di Pinè, frazione di Baselga di Piné, nel Monumento al Redentore che sorge sopre alla radura in cui avvenne la prima apparizione della Madonna di Piné.
- a Montano Antilia, in provincia di Salerno.
- anche il Sacro Monte di Varallo possiede, nell'insieme degli edifici che rappresentano i luoghi della Passione di Cristo, una copia della Scala Santa.
- a Spiazzi, frazione di Caprino Veronese in provincia di Verona, all'interno del Santuario della Madonna della Corona arrampicato sulla montagna che sovrasta la Val d'Adige.
- a Reggio Emilia, nella chiesa dei SS. Girolamo e Vitale.
- a Torino, nella Chiesa di San Lorenzo; fu realizzata nel sec. XVIII da Bernardo Vittone ed è composta di 12 gradini.
- a Veroli (cittadina in provincia di Frosinone): fu fatta costruire dal Vescovo di Veroli Monsignor Lorenzo Tartagni da Forlì tra il 1715 ed il 1740 ed è composta da 12 gradini di marmo (nell'undicesimo è racchiusa una presunta reliquia della Croce). Per concessione del Papa Benedetto XIV, chi salga genuflesso questa scala ottiene l'indulgenza quotidiana di 100 giorni e – una volta al mese – la stessa indulgenza che Sisto V concesse alla Scala Santa di San Giovanni in Laterano, e cioè l'indulgenza plenaria.
- a Prato – presso il Regio conservatorio di S. Niccolò, in piazza S. Niccolò.
- a Valentano – in provincia di Viterbo – presso la Rocca Farnese – Realizzata dopo il 1731 fu ricavata dalla scalea che conduceva all'appartamento del Cardinale Alessandro Farnese. Affrescata con scene tratte dalla Passione di Cristo, ospitava un Crocifisso ligneo recuperato dalla chiesa di S. Agapito di Bisenzio.
- a Torricella Verzate in provincia di Pavia, presso il Santuario della Passione.
- a Brembate in provincia di Bergamo, presso le Grotte Santuario di San Vittore Martire
- a Bra in provincia di Cuneo, si trova nella navata sinistra della chiesa parrocchiale di San Giovanni Battista.
- a Fabriano in provincia di Ancona, si trova nella chiesa di Sant'Onofrio.[4] È composta da 14 gradini, tre dei quali contengono frammenti della Scala Santa di Roma.
- a Ripalta Vecchia, frazione di Madignano, vicino a Crema, in provincia di Cremona, facente parte del complesso del Santuario della Beata Vergine Marzale.
- a Comabbio in provincia di Varese, posizionata sulla collina nel parco antistante la chiesa parrocchiale.
- A Castel san Giorgio, in provincia di Salerno, nel convento delle Suore Crocefisse Adoratrici dell'Eucaristia.
- A Capranica Prenestina, nella frazione di Guadagnolo, nel Santuario Madre delle Grazie della Mentorella.